# Библиотека Моравии
Библиотека Моравии (чеш. Moravská zemská knihovna) — вторая по величине библиотека в Чешской Республике. Расположенная в Брно, это универсальная научная библиотека и региональная библиотека Южно-Моравского края.

## История
Библиотека Моравии началась в 1770 году с библиотеки Моравского экономического общества. После того как они объединились, это привело к образованию Моравско-Силезского общества по поднятию земледелия, естествознания и национальной истории и географии (чешский: Moravskoslezská společnost pro podporu zemědělství, přírodoznalectví a vlastivědu) в начале XIX века. В то время коллекция была частной и входила в состав Франтишковского музея. Он был открыт для публики в конце XIX века и официально отделен от Франтишкови-Лазне в 1899 году. Вначале фонд рос в основном за счет пожертвований.
Монастыри по всей Чехословакии были распущены в 1950 году, а их имущество, в том числе библиотечные фонды, было конфисковано для разделения между государственными учреждениями. В Моравской библиотеке хранится большая коллекция исторических материалов из архива бенедиктинского аббатства в Райграде. Эти материалы были позже возвращены в библиотеку бенедиктинцев в 2004 году, но Моравская библиотека продолжала активно сохранять и оцифровывать их. Библиотека переехала в новое здание в 2001 году.

## Сервисы
В библиотеке хранится более 4 миллионов книг, и ежегодно библиотекой пользуются более 20 000 человек.
Он играет незаменимую роль в сохранении культурного наследия и способствует различным проектам оцифровки и доступа к документам. Он имеет ценную коллекцию старых карт, инкунабул и средневековых рукописей.

## Примечание
1. ↑  Database of Libraries & Information Centers in the Czech Republic
2. ↑  Moravská zemská knihovna (Brno, Česko) // Чешская национальная авторитетная база данных
3. ↑  History. Moravian Library. Дата обращения: 26 февраля 2018. Архивировано 16 октября 2020 года.
4. ↑  Richtrová, Eva (July 2015). Digitization Work at the Library and Archives of the Benedictine Monastery in Rajhrad. Opuscula Historae Artium. 62 (2): 119–131.